# Bisbat de Drohiczyn

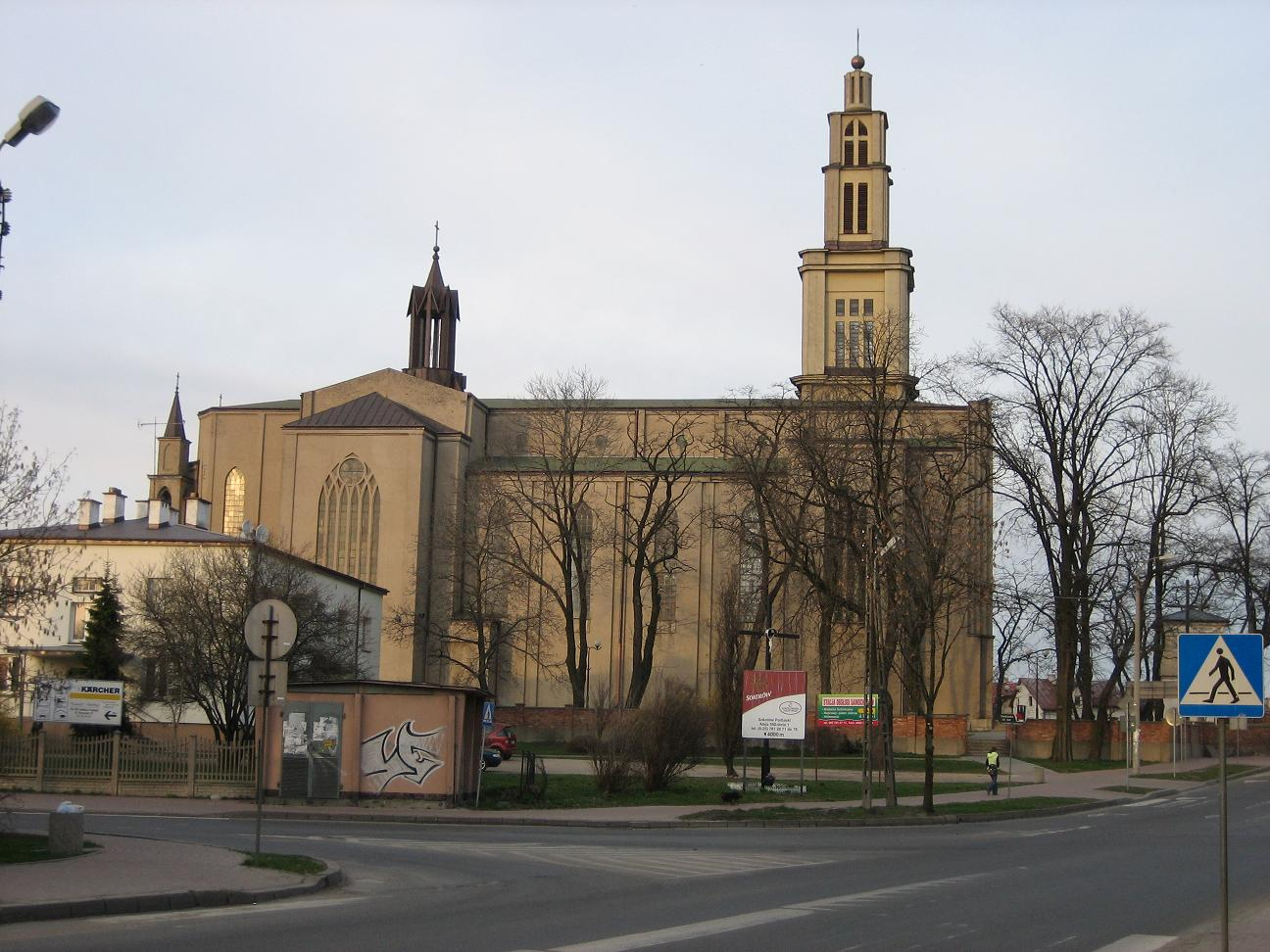
La cocatedral de Sokołów Podlaski

El bisbat de Drohiczyn (polonès:  Diecezja drohiczyńska, llatí: Dioecesis Drohiczinensis) és una seu de l'Església Catòlica a Polònia, sufragània de l'arquebisbat de Białystok. Al 2013 tenia 210.200 batejats sobre una població de 290.400 habitants. Actualment està regida pel bisbe Tadeusz Pikus.

## Territori
La diòcesi comprèn la part meridional del voivodat de Podlàquia.
La seu episcopal és la ciutat de Drohiczyn, on es troba la catedral de la Santíssima Trinitat. A Sokołów Podlaski es troba la cocatedral del Cor Immaculat de Maria.
El territori s'estén sobre 8.000 km², i està dividit en 98 parròquies, agrupades en 11 decanats.

## Història
La diòcesi va ser erigida el 5 de juny de 1991, prenent el territori de la diòcesi de Pinsk.

## Cronologia episcopal
- Władysław Jędruszuk † (5 de juny de 1991 - 25 de maig de 1994 mort)
- Antoni Pacyfik Dydycz, O.F.M.Cap. (20 de juny de 1994 - 29 de març de 2014 retirat)
- Tadeusz Pikus, des del 29 de març de 2014

## Estadístiques
A finals del 2013, la diòcesi tenia 210.200 batejats sobre una població de 290.400 persones, equivalent al 72,4% del total.
| any  | població | població | població | sacerdots | sacerdots       | sacerdots       | sacerdots             | diaques | religiosos | religiosos | parròquies |
| ---- | -------- | -------- | -------- | --------- | --------------- | --------------- | --------------------- | ------- | ---------- | ---------- | ---------- |
| any  | batejats | total    | %        | total     | clergat secular | clergat regular | batejats por sacerdot | diaques | homes      | dones      |            |
| 1999 | 212.840  | 308.740  | 68,9     | 182       | 169             | 13              | 1.169                 |         | 17         | 108        | 93         |
| 2000 | 212.800  | 308.700  | 68,9     | 187       | 174             | 13              | 1.137                 |         | 17         | 107        | 93         |
| 2001 | 208.025  | 293.468  | 70,9     | 186       | 173             | 13              | 1.118                 |         | 16         | 108        | 93         |
| 2002 | 208.130  | 293.589  | 70,9     | 199       | 186             | 13              | 1.045                 |         | 16         | 111        | 93         |
| 2003 | 206.140  | 291.580  | 70,7     | 196       | 181             | 15              | 1.051                 |         | 19         | 111        | 95         |
| 2004 | 206.000  | 292.000  | 70,5     | 203       | 185             | 18              | 1.014                 |         | 24         | 118        | 95         |
| 2006 | 210.000  | 295.000  | 71,2     | 208       | 192             | 16              | 1.009                 |         | 21         | 122        | 96         |
| 2013 | 210.200  | 290.400  | 72,4     | 233       | 213             | 20              | 902                   |         | 22         | 116        | 98         |